# Comuna Turivka, Pidvolociîsk
Turivka (în ucraineană Турівка) este o comună în raionul Pidvolociîsk, regiunea Ternopil, Ucraina, formată din satele Fașcivka, Tarnoruda și Turivka (reședința).

## Demografie
Componența lingvistică a comunei Turivka
     Ucraineană (99,9%)
     Alte limbi (0,1%)
Conform recensământului din 2001, majoritatea populației comunei Turivka era vorbitoare de ucraineană (99,9%), existând în minoritate și vorbitori de alte limbi.